# 카약

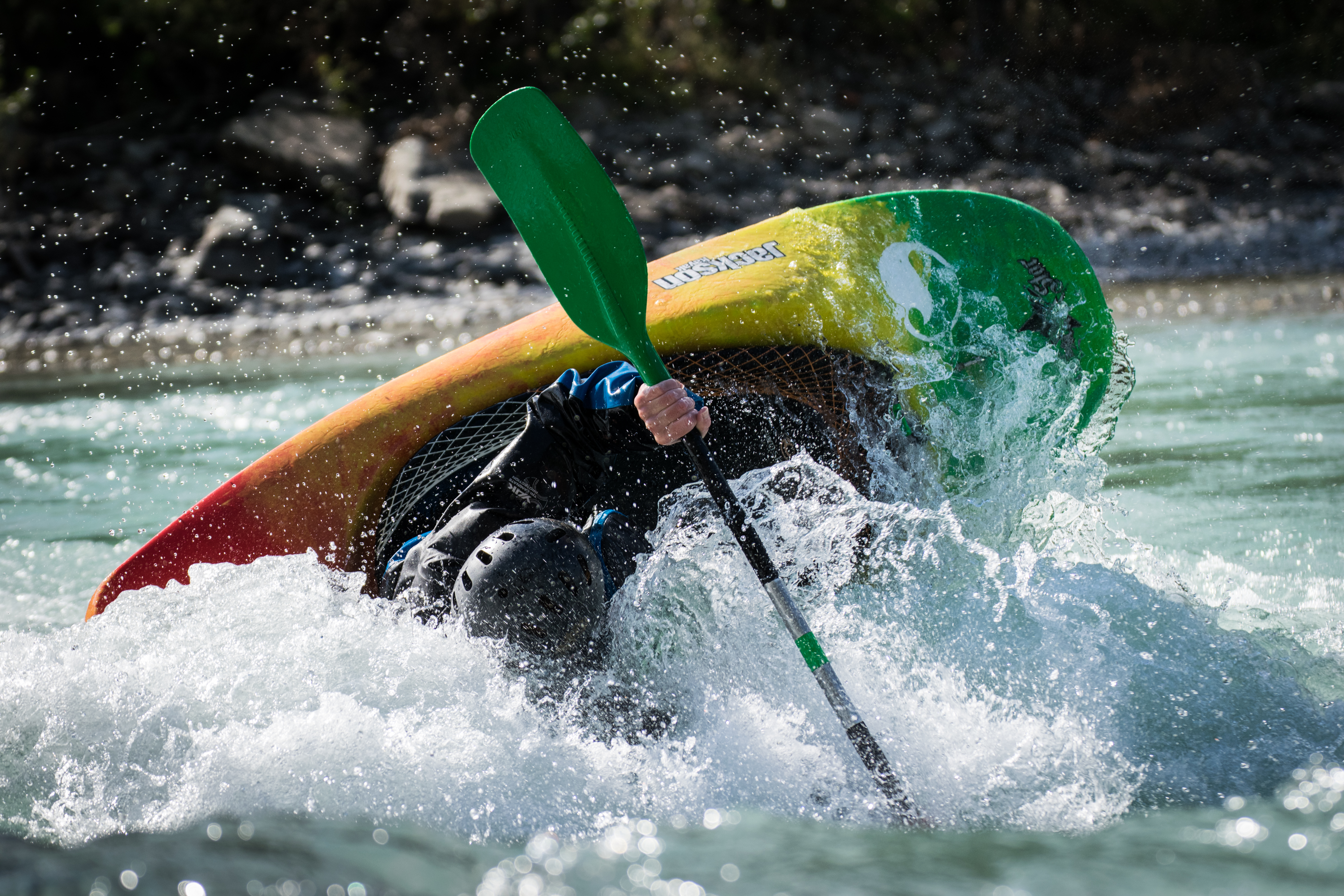
카약

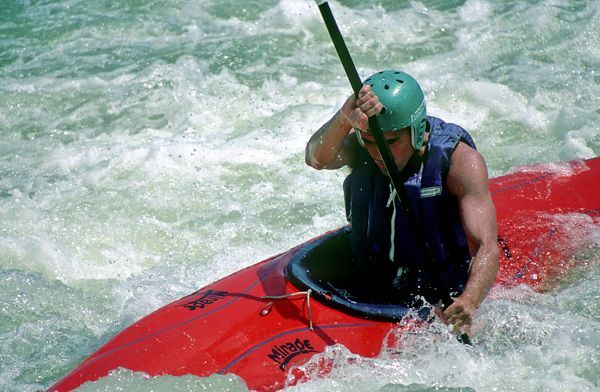
스포츠 카약

카약(kayak)은 전통적으로 하나 또는 그 이상의 조종석이 있으며, 폐쇄 갑판으로 만들어진 인력 구동 보트이다. 보통 조종석은 덮개로 덮여 있으며, 물이 들어오는 것을 방지하고, 양날 노를 이용하여 저어서 추진 동력을 얻는다.

## 역사
알류샨 열도의 에스키모가 바다에서 사용하던 것에서 발전하여 왔다. 그린란드 지역은 '카약' 알류샨 열도에서는 '카크' 등으로 불렸을 것으로 추정된다. 모두 파도가 쳐도 배 안이 침수되지 않도록 좁은 운전석에 앉아 하반신을 배 안에 넣고, 스프레이 스커트와 스프레이 데크로 불리는 것으로 허리 둘레와 선체의 틈새를 막는다. 또는 탑승자가 입는 옷자락을 선체에 고정하는 방법 등으로 물의 유입을 막는 구조이다.
현대의 카약은 구조에 따라 리지드 형 카약이나 분해할 수 폴딩 형 카약(파르트 보트)으로 나뉜다. 리지드 형은 FRP / PE 등 다양한 소재가 사용되고 있다. 또한 용도에 따라 리버 카약, 씨 카약 등의 분류를 사용하는 경우도 있다. 현대에서 카약의 용도는 기본적으로 스포츠와 낚시 및 레저이고 처음의 목적이었던 수렵과 운송 및 이동용으로는 오늘날 거의 쓰이지 않는다.

## 같이 보기
- 카누

## 갤러리

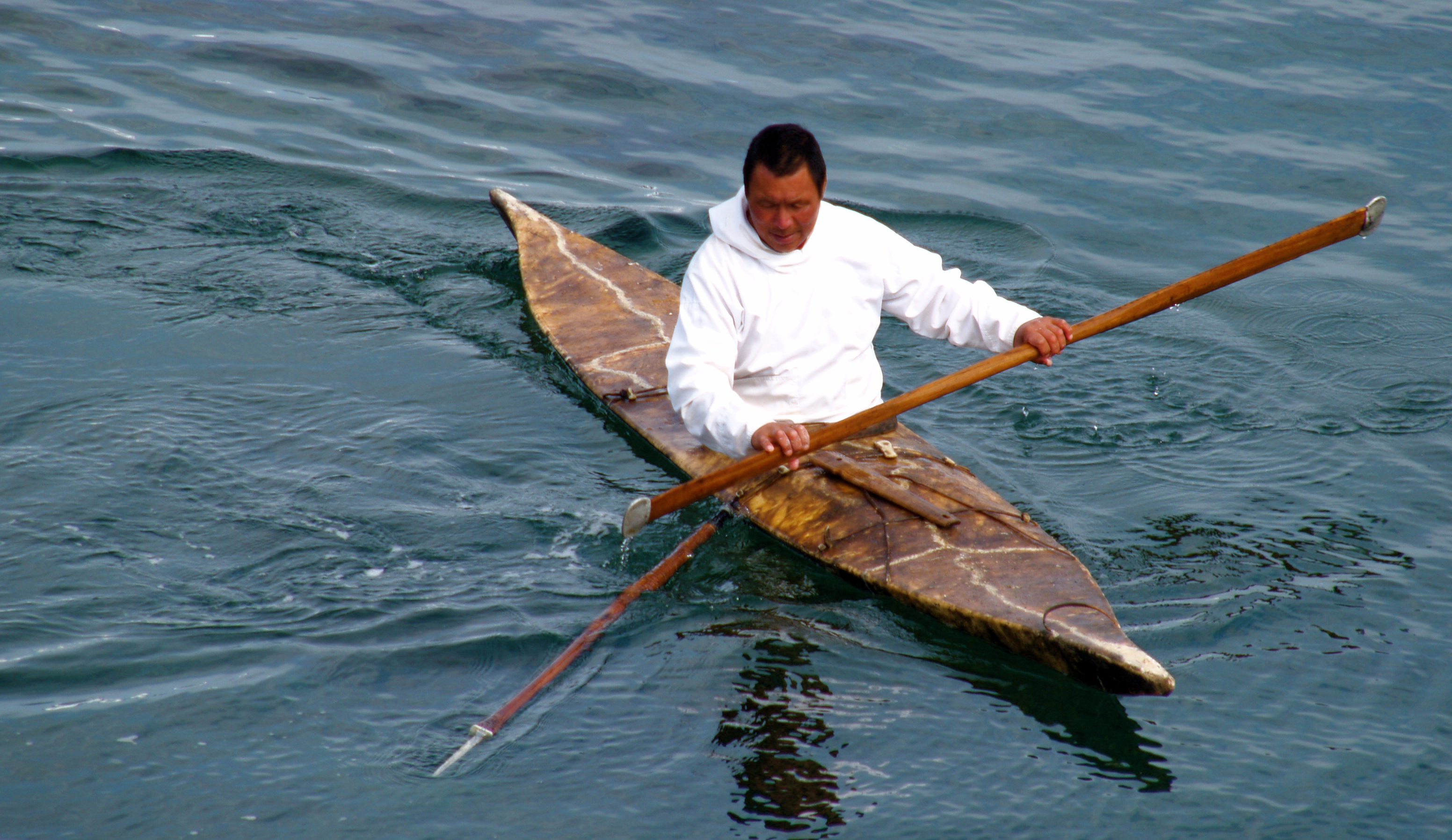
물개잡이 이누이트
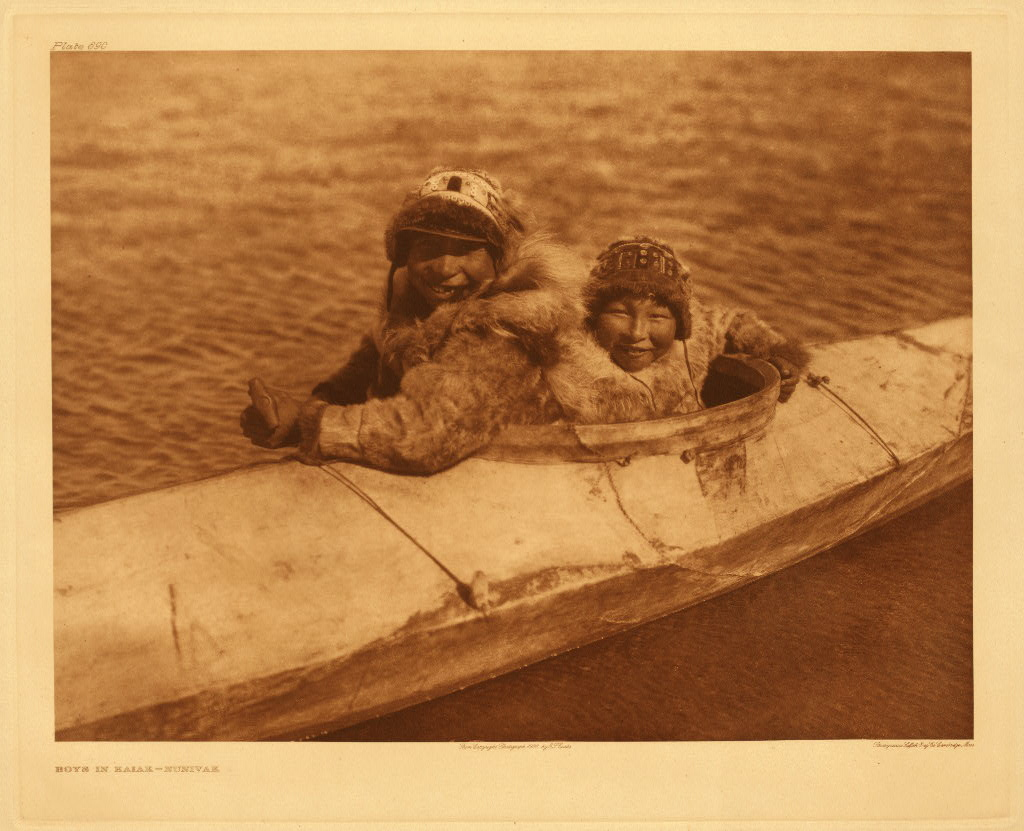
카약을 탄 알라스카 누니박